# Marie-Cécile-Charlotte de Laurétan
Marie-Cécile-Charlotte de Laurétan, baronne de Draëck (1747-1823), surnommée La Dame aux Loups est une noble française, née au XVIIIe siècle, dans le département du Pas-de-Calais, (région des Hauts-de-France). Son existence se caractérise par la passion montrée toute sa vie pour la chasse, et en particulier pour sa large contribution à l'éradication de la présence du loup, alors considéré comme un fléau par les agriculteurs-éleveurs, dans la région du Nord-Pas-de-Calais. Elle s'avère également remarquable par sa décision de vivre sa vie comme elle l'entend, à rebours des mœurs de son époque.

## Biographie
Marie-Cécile-Charlotte de Lauréatan ou de Lauretan naît le 17 août 1747 à Zutkerque, au pays de Bredenarde boisé et marécageux, dans la province d'Artois. Elle est la fille de messire Philippe-François de Laurétan, écuyer, seigneur de Faumont et de noble dame Marie-Anne-Françoise de Moncheron, qui sont cousins germains. Ondoyée le jour de sa naissance, elle est baptisée le 19 août. Elle va marquer profondément son village de naissance.
Son destin est d'être préparée au mariage, à avoir des enfants, à tenir une maison. À cette fin, elle apprend à lire, écrire, compter, coudre, à se tenir correctement et à tenir un langage châtié.
Le tempérament de Marie la pousse à une toute autre attitude : courir, monter à cheval, aller dans la nature. Encore enfant, l'un de ses oncles, constatant ses inclinations, l'initie à la vénerie et elle se passionne pour la chasse. Ses parents n'apprécient pas cette évolution, déplorent ses vêtements tâchés ou déchirés et l'envoient au couvent des Ursulines de Saint-Omer pour corriger cette inclination et la faire devenir la « noble demoiselle » qu'elle est censée être. Cependant, l'établissement grouille de rats. « Grimpant sur les meubles et bouleversant tout », la jeune fille s'applique bientôt à les chasser, munie d'un gourdin.
À la sortie du couvent, à 15 ans, Marie de Laurétan décide de se couper les cheveux, et détestant porter les tenues « féminines », elle opte pour des vêtements d'homme : veste de chasse, culottes, bottes. Elle estime ceux-ci plus pratiques pour se livrer à sa principale occupation : la chasse. 
Ses parents décident de la marier. Elle repousse longtemps tous les partis mais finit pourtant par accepter. Elle a 24 ans, et l'homme choisi pour être son époux, 45. Il s'agit de Lamoral de Draëck, baron de Draëck. Celui-ci présente le grand intérêt de ne pas s'opposer à sa passion pour la chasse, voire même à éprouver une certaine fierté d'épouser une femme tellement originale. Il accepte également qu'elle porte des vêtements d'homme. De plus, il dispose de larges moyens financiers. Enfin, le physique ingrat de l'épousée ne l'arrête pas'.
Le mariage a lieu le 6 août 1771. Le prêtre chargé de célébrer la cérémonie, déclare ne pouvoir marier deux personnes en costume d'homme. Pour l'occasion, la future épouse doit donc enfiler une robe par dessus ses vêtements d'homme qu'elle refuse de quitter, ce qui lui donne une allure saugrenue et faisait rire l'épouse lorsqu'elle rapportait le fait. 
Le mari lui paye des leçons d'équitation, d'escrime ce qui permet à la jeune femme d'exceller dans les deux disciplines.
Mais le couple ne tarde pas à se désunir : la vie domestique ne convient pas à la jeune épouse et son mari ne tarde pas à lui reprocher ses excentricités et l'absence d'enfant. Les querelles se multiplient. Le couple se sépare à l'amiable et le mari repart dans son château d'Oudezeele .
Il décède peu de temps après en 1788 et fait de Marie de Laurétan une riche veuve qui peut mener la vie qu'elle souhaite.
Elle fait ériger à Zutkerque, a proximité de la route de Polincove, une petite chapelle dédiée à Notre-Dame de Lorette, (Marie (mère de Jésus) et à Saint-Antoine de Padoue.
Elle meurt le 19 janvier 1823, âgée de 75 ans, laissant le souvenir d'une femme hors norme. Elle est enterrée dans le cimetière de Zutkerque où sa tombe était visible en 1886-1887.

## La Dame aux Loups
Marie-Cécile-Charlotte de Laurétan devenue veuve, disposant de moyens suffisants pour vivre, s'installe au château de Draëck  laissé libre par la mort de son époux, dans sa commune natale de Zutkerque et s'adonne à plein temps à sa passion, tout en gérant elle-même son domaine, contrairement aux usages de l'époque.
Elle porte culotte comme les hommes, se coupe les cheveux pour les garder courts et défie pendant toute sa vie le qu'en dira-t-on. Elle assume de vivre comme un homme, en donnant libre cours à ce qui l'intéresse elle, au mépris de la place et du rôle que voudrait lui assigner la société de l'époque
Les villageois de la région s'adressent alors à elle pour la prier de bien vouloir s'occuper du prédateur le plus redoutable à l'époque dans les campagnes : le loup. L'extension des terres cultivées, la diminution des zones boisées réduisent le territoire de l'animal. Pendant les hivers en particulier, la faim pousse les loups à attaquer chiens, moutons, veaux, poulains. À cette époque, les forêts proches d'Éperlecques et Tournehem en sont infestées.
Marie va se consacrer à cette chasse particulière. Tous les jours, elle sillonne la campagne avec sa meute de quarante chiens. Elle entretient également d'autres chiens pour débusquer les lièvres, renards et blaireaux. Elle mène sa meute, aidée d'une servante du même acabit qu'elle, revêtue d'une livrée de piqueur ou piqueux, ainsi que d'un valet de chien et et de plusieurs valets de limier'.
Dans ce domaine, Marie de Laurétan est une pionnière dans la pratique de déterrage du renard et du blaireau, avec des chiens venus d'Angleterre où la pratique était courante.
Son acharnement et sa réussite lui amènent le surnom de La Dame aux Loups ou La Diane de Bredenarde, ou encore La grande louvetière du Pas-de-Calais. 
Pendant la Révolution française, les autorités soutiennent toutes les initiatives pouvant contribuer à l'éradication des loups. Des primes sont versées pour toute bête abattue. Néanmoins, la baronne de Draëck présente le gros défaut pour l'époque d'être noble, donc suspecte. On la met en arrestation chez elle avec un gardien à ses frais. Le commissaire de police prévoit de lui enlever toutes ses armes, et son château est pillé. 
La municipalité de Zutkerque se mobilise, soutenue par celles des communes environnantes, et s'adresse au district de Saint-Omer. Sur leur demande, celui-ci intervient auprès de l'Assemblée Nationale afin que la baronne ne soit pas inquiétée, et non seulement puisse garder sa meute de chiens mais encore et surtout ses armes « personne mieux qu'elle ne dirige les chasses ».
En parallèle, la municipalité de Zutkerque se rend en délégation chez Marie de Laurétan pour la supplier de continuer à chasser le loup. Les talents de louvetier de Marie de Draëck sont également particulièrement recommandés dans un dossier du Pas-de-Calais datant de l'an III. La baronne s'est elle-même proposée pour « détruire les bêtes féroces de ce pays ». Au final, sa réputation et les services rendus lui valent de ne pas être inquiétée pendant la Terreur et fait exceptionnel de pouvoir garder ses armes bien qu'aristocrate.
Elle étend son champ d'action aux territoires voisins et traque le loup jusqu'en Ternois, Douaisis, Flandre maritime… Elle chasse également les renards, les blaireaux, parfois le cerf en forêt d'Éperlecques. Les régions plus boisées comme l'arrondissement de Saint-Pol (Saint-Pol-sur-Ternoise) contenaient davantage de canidés amenant Marie de Laurétan à y séjourner plus longtemps. Elle décore le portail de son château avec les trophées de ses différentes chasses.
Une chanson composée par un berger des contrées délivrées du loup grâce à ses soins fait son éloge. Elle sait également soigner sa publicité : lorsque la chasse a été bonne, elle traverse la ville ou le village proche en sonnant du cor de chasse, attirant la population à venir regarder quel était le bilan du jour. La popularité dont elle jouit dans la population amena un jour où avait lieu ce rituel, le poste de garde de Saint-Omer à lui rendre les honneurs militaires.
En 1809 et encore en 1813, malgré ses 65 ans, elle organise des battues salutaires du côté d'Ablain-Saint-Nazaire, où sa famille originaire du Limbourg, a séjourné pendant un temps, et dans les environs d'Hesdin.
L'âge l'oblige à mettre fin à la louveterie en 1813. Elle ne se range pas pour autant, et n'adopte pas une vie domestique. Elle passe les dix dernières années de sa vie dans son atelier, se livrant à des travaux de menuiserie ou s'essayant à tresser des fils de fer pour fabriquer des volières.
Elle a largement contribué à éradiquer la présence du loup dans le Nord-Pas-de-Calais : elle en aurait tué 767, le dernier loup du Pas-de-Calais a été abattu au XIXe siècle, en 1871, dans la forêt de Créquy à Planques ; le dernier loup du Nord a été abattu à Locquignol, en forêt de Mormal, en 1845.
La baronne de Draëck est morte avec un regret ; celui de ne pas avoir pu être nommé louvetière ou lieutenant de louvèterie. Elle se faisait fort, si on la nommait à ce poste sur plusieurs départements d'éradiquer la présence du loup de ces territoires. Son vœu ne fut jamais satisfait, à cause de sa condition féminine : on n'avait jamais vu de louvetier féminin, et les autorités de son temps n'osèrent pas franchir le pas. Il lui fallut prendre un prête-nom dans son entourage, son parent le vicomte d'Artois, qui fut nommé louvetier du Pas-de-Calais.
Trois mois après sa mort, à la demande de ses héritiers, on dispersa les chevaux, chiens, voitures, et quasi tout son mobilier. Sa servante dont elle avait fait le premier picqueux (chargé de l'entretien de la meute au chenil et d'entourer les chiens lors de la chasse) entretint son souvenir jusqu'à sa mort en 1855, en gardant jusqu'au bout son habit d'homme.

## Postérité
- La mémoire de la baronne de Draëck est restée vivace dans le pays de Bredenarde[4].
- La légende ne tarda pas à enjoliver ses exploits, en particulier la façon dont elle tua son premier loup qui terrorisait la région[4]. Un chroniqueur dressa le portrait suivant[18] :

« Il fallait la voir, la tête nue, l’épieu au poing, parcourir les coteaux, suivie de chasseurs à la mine sauvage et de chiens non moins rébarbatifs ; les paysans, effrayés, faisaient la haie au cortège, et les jeunes filles n’écartaient qu’en tremblant les rideaux des fenêtres pour voir passer la « Diane de Brédenardre » avec ses sanglants trophées, dont au retour on clouait les têtes contre les portes du château. »

- Théodore de Foudras, auteur de romans cynégétiques a popularisé la Baronne de Draëck sous le nom de « Diane de Brého » dans son roman Madame Hallali[19]'[20].
- À Zutkerque, un chemin de randonnée passant par le château habité par la baronne de Draëck  et le village voisin de Polincove porte son nom : « Sentier de la Dame aux Loups »[21].
- À Recques-sur-Hem, une route porte le nom de la Baronne de Draëck[22].
- Le géant « La Dame aux Loups », en souvenir de la baronne de Draëck, a été inauguré à Zutkerque le 30 juin 2012[23].

## Portrait
Le portrait de la baronne de Draëck, plus à l'aise dans des habits d'homme que de femme, présente un aspect masculin fortement marqué. Il apparait cependant que selon une description de l'époque, les vêtements ne sont pas seuls en cause, et que Marie de Laurétan présentait une figure « ordinaire pour un homme, moins que belle pour une femme ». Son portrait par le chanoine Coolen est conservé dans la bibliothèque d'agglomération de Saint-Omer